# Рязанцев, Николай Тимофеевич
Николай Тимофеевич Рязанцев (род. 6 ноября 1926 года в Ставропольском крае) — ветеран Великой Отечественной войны, отличник Военно-морского строительства, писатель, поэт.

## Биография
Родился на Северном Кавказе в Ставропольском крае, точная дата рождения неизвестна. Свидетельства о рождении не было, мать посоветовала сказать, что он родился в 1924 или в 1926 году, Николай решил назвать 1926. А день рождения придумал себе сам в 1946 году — 6 ноября, в канун годовщины победы Октябрьской революции. У Рязанцевых была большая семья — четверо детей. Его отец в лейб-гвардейском Семёновском полку прослужил и провоевал всю Первую мировую войну и дослужился до чина вахмистра.
В 1941—1942 годах, в 15-летнем возрасте, Николай работал учетчиком на молочной ферме, а далее — по окончании курсов трактористов — в тракторной бригаде. В 1943 году, когда ему исполнилось 17 лет, он был назначен начальником военно-учебного пункта села Воздвиженское (Ставропольский край). Там он учил девушек и юношей военному делу: ребят — стрелковому делу, а девушек — регулированию движения на военно-полевых дорогах. Три первые группы стрелков отправил на поля боя, а две группы девушек не успел, поскольку сам попал на фронт. Сначала его направили на шесть месяцев в снайперскую школу, в которой было 13 рот по 280 человек. В 1944 году юного Николая отправили пулемётчиком в автоматную роту на 1-й Белорусский фронт, где он вместе с другими держал оборону. Далее ему пришлось воевать в составе полевой полковой разведки, где он спас раненого командира и привёл двух пленных немцев, за что получил орден Красной Звезды. В бою за освобождение Варшавы был тяжело ранен и с середины января до конца марта лечился в госпитале. После госпиталя Николая Рязанцева назначили командиром отделения во вторую танковую роту. Он дошёл до Берлина, где 21 апреля 1945 года в бою под Рейхстагом его контузило взрывом фаустпатрона, с тех пор ему пришлось пользоваться слуховым аппаратом.
После войны в течение десяти лет он участвовал в строительстве на Кольском полуострове, острове Новая Земля, в Мурманске, Архангельске, на полуострове Ямал и Таймыр. Он участвовал в возведении благоустроенных поселений, небольших городов с 4-6-этажными домами; баз для ракет стратегического назначения; электростанций; цементных, кирпичных, судостроительных и судоремонтных заводов.
Рязанцев награждён большим количеством грамот, двумя орденами Красной Звезды, Орденом Отечественной войны I степени, Орденом «За мужество», медалью «За боевые заслуги», медалью «За освобождение Варшавы» и медалью «За взятие Берлина», 25 отечественными медалями и двумя зарубежными.
Автор многочисленных статей в газете «Коммунист Подолье» и четырёх книг: «Время и жизнь» (2011); «Вспоминая прожитое» (2011); «Годы легендарные позабыть нельзя» (2012); «Победный март 1944 года на Подолье» (2013). Инициатор создания в городе Хмельницком Аллее Славы, которая носит название «Герои Советского союза. Место подвига — Хмельниччина». Аллея была торжественно открыта 25 марта 2014 года у Мемориала Славы на Выставке во время празднования 70-й годовщины освобождения Хмельницкой области от фашистских оккупантов. В 2018 году кандидатура Рязанцева была выдвинута на титул почётного гражданина Хмельницкого.